# Ich tu dir weh
Singles de Rammstein
Pussy (chanson) Haifisch
Pistes de Liebe ist für alle da
Rammlied Waidmanns Heil
Ich tu dir weh (« Je te fais mal » en allemand) est une chanson de 2010 du groupe allemand Rammstein sortie en single qui est présente sur l'album Liebe ist für alle da.
La chanson parle d'humiliation sexuelle.
Le clip, quant à lui, a été censuré par le ministère allemand des familles et a dû être diffusé sur un site interdit aux moins de 18 ans (le même que pour Pussy). Rammstein n'a d'ailleurs pas été autorisé à chanter cette chanson en 2010 à Dortmund. Durant sa tournée, Rammstein a dû chanter cette chanson avec un texte remodelé.